# 迎廣科技
迎廣科技 (英文品牌名稱為 InWin )創辦於1985年，是一家台灣電腦硬體生產廠商，主要生產產品為機殼、電源供應器、儲存設備、伺服器、散熱與電競周邊，亦從事為OEM/ODM之代工服務。
營運總部位於桃園南崁，主要生產基地在台灣桃園及中國蘇州，並分別於英國、荷蘭、美國、大陸等地設立營運據點。
整體產品研發設計與行銷能力頗受國內外廠商之認同。Retail事業群自2008年成立，便以其獨特和創新的產品設計， 屢屢獲得國際設計大獎(如iF, reddot)的肯定，透過形象機D-Frame、S-Frame、tou、H-Tower、WINBOT, 以及數字系列 904、925、805 infinity、303, 和近期iBuildiShare DIY系列等, 逐漸建立起其自有品牌在消費者心中獨具一格的形象。
近年迎廣科技已經跨入了企業用AI伺服器系統組裝服務領域，系統組裝服務亦達到了Level 11等級，能完善AI Server組裝關鍵項目，實現從機構製造、組裝、測試、燒機、包裝到機櫃出貨，提供客戶更多元化的服務。

## 產品與服務
- InWin Official Website: https://www.in-win.com/ （页面存档备份，存于）
- InWin IPC : https://ipc.in-win.com/ （页面存档备份，存于）
- InWin Social Media Platform : https://www.in-win.com/custom/social_media/index.html （页面存档备份，存于）

## 外部連結
- InWin Standard網站 （页面存档备份，存于）
- 迎廣雲端應用研發中心 （页面存档备份，存于）
- Facebook-InWin USA （页面存档备份，存于）
- Facebook-InWin Europe （页面存档备份，存于）
- Facebook-InWin 台灣 （页面存档备份，存于）
- YouTube-InWin Retail （页面存档备份，存于）
- YouTube-InWin Server （页面存档备份，存于）
- Instagram-InWin USA （页面存档备份，存于）
- Instagram-InWin Europe （页面存档备份，存于）
- Instagram-InWin Taiwan （页面存档备份，存于）
- LinkedIn-InWin Server （页面存档备份，存于）
- InWin USA eStore （页面存档备份，存于）
- InWin Europe eStore （页面存档备份，存于）